# Markus Berger
Markus Berger (Salisburgo, 21 gennaio 1985) è un ex calciatore austriaco, di ruolo difensore.

## Carriera

### Club
Compie il suo esordio da calciatore professionista nel 2004 militando per il Ried e dopo tre stagioni viene acquistato dall'Académica, squadra portoghese militante in Primeira Liga.
Nel 2007 passa all'Académica per 300 000 euro. Nel club portoghese segna il suo primo gol alla quinta giornata contro il Benfica.
Il 30 dicembre 2011 si trasferisce in Ucraina al Čornomorec' per 150 000 euro e firma un contratto triennale. Nelle due stagioni al Čornomorec' raggiunge quota 35 presenze. Stagione seguente vede Markus e i compagni conquistare un posto in Europa League.
Il 31 marzo 2014 viene ingaggiato dai norvegesi dello Start. Il 13 giugno successivo, rescisse il contratto che lo legava al club. Il 19 giugno, si accordò allora con l'Ural.

### Nazionale
Dal 2004 ha militato nell'Under-21 dove ha militato per tre anni. Nelle file giovanili della Nazionale ha giocato 32 gare e detiene, ancora oggi, il record del giocatore con più presenze per la Nazionale Under-21.

## Palmarès
- Erste Liga: 1

Ried: 2004-2005
- Coppa di Portogallo: 1

Academica: 2011-2012